# Knooppunt Thiméon
De verkeerswisselaar van Thiméon is een Belgisch knooppunt ten noorden van Charleroi waar de A15/E42 de A54/E420 kruist. Het is een klaverbladknooppunt waarvan 1 klaverbladlus is vervangen door een turbineboog. Het gaat hier om het verkeer van het centrum van Charleroi richting Mons.
| Aansluitende wegen        | Aansluitende wegen    | Aansluitende wegen        | Aansluitende wegen | Aansluitende wegen |
| ------------------------- | --------------------- | ------------------------- | ------------------ | ------------------ |
|                           |                       | richting Nijvel / Brussel |                    |                    |
|                           |                       |                           |                    |                    |
| richting Bergen / Doornik | richting Namen / Luik |                           |                    |                    |
|                           |                       |                           |                    |                    |
|                           |                       | richting Charleroi        |                    |                    |

Aalbeke · Antwerpen-Centrum · Antwerpen-Haven · Antwerpen-Noord · Antwerpen-Oost · Antwerpen-West · Antwerpen-Zuid · Arquennes · Battice · Beaufays · Beveren · Bois-d'Haine · Brugge · Cerexhe · Charleroi-Nord · Charleroi-Sud · Cheratte · Daussoulx · Destelbergen · Doornik · Familleureux · Fexhe-Slins · Gent-Centrum · Gouy · Grâce-Hollogne · Groot-Bijgaarden · Hautrage · Hauts-Sarts · Heppignies · Heverlee · Hoog-Itter · Houdeng-Goegnies · Jabbeke · Jemappes · Kortrijk-West · Kortrijk-Zuid · Leonardkruispunt · Loncin · Lummen · Machelen · Marcinelle · Marquain · Merelbeke · Moorsele · Neufchâteau · Ranst · Sint-Stevens-Woluwe · Strombeek-Bever · Thiméon · Ville-sur-Haine · Vottem · Wilrijk-Valaar · Zaventem · Zwijnaarde